# Dolichoplana
Dolichoplana ist eine Gattung der Landplanarien in der Tribus Rhynchodemini.

## Merkmale
Individuen der Gattung Dolichoplana haben einen länglichen, abgeflachten Körper. Das Vorderende ist abgerundet und leicht konkav, wobei an den Rändern Drüsen und Sinneszellen sitzen. Am Vorderende sitzen zwei große Augen. Die parenchymale Längsmuskulatur beschränkt sich auf die bauchseitige Region. Der Kopulationsapparat weist eine lange, gefaltete Kammer im männlichen Atrium genitale auf, in der keine Penispapille sitzt. Ein vorstehendes Divertikel mündet von der hinteren Seite aus in das Atrium.

## Arten
Der Gattung Dolichoplana gehören die folgenden Arten an:
- Dolichoplana carvalhoi Corrêa, 1947
- Dolichoplana striata Moseley, 1877
- Dolichoplana vircata Du Bois-Reymond Marcus, 1951